# 纳耶夫·艾尔-罗德汉
纳耶夫·艾尔-罗德汉（Nayef Al-Rodhan），沙烏地阿拉伯哲学家、神经学家和地缘战略学家，英国牛津大学圣安东尼学院资深成员，瑞士日内瓦安全政策中心全球化地缘政治和跨国安全中心高级研究员和主任。他在哲学、全球安全和地缘政治学领域提出了诸多创新概念，包括可持续历史、可持续国家安全、新治国之道、政府合法权利等等。

## 生平
纳耶夫•艾尔-罗德汉本科毕业于英国纽卡索大学医学院 ，并于1998年在美国马约医学院（Mayo Clinic Graduate School of Medicine，USA）取得神经药理学博士学位。
纳耶夫早期任职于明尼苏达州马约医学院的神经外科，并在此开始了对神经科学的研究。1993年，他加入耶鲁大学神经外科学院，担任癫痫外科手术和分子神经科学的研究员。1994年，纳耶夫成为哈佛医学院下麻省综合医（MGH）神经外科学院的一名研究员，主要研究神经肽、分子遗传学和神经再生学。在此期间，他参与成立了神经技术科学项目，以及细胞神经外科和神经外科技术实验室。从2002年起，纳耶夫的研究方向从单纯的神经外科转为神经系统科学和国际关系的相互作用。他运用神经科学和神经化学以及细胞机制的神经性行为后果来概括和分析当代地缘政治、全球安全、国家安全、跨国文化安全、以及战争和和平。2006年，纳耶夫成为日内瓦安全政策中心全球化地缘政治和跨国安全中心的研究员，主要从事地缘战略学的研究。
纳耶夫在神经外科和国际政治方面都取得了巨大成果，曾获得詹姆斯·斯彭斯爵士奖（the Sir James Spence Prize）、吉姆斯奖（the Gibb Prize）、美国神经外科医生协会奖（the American Association of Neurological Surgeon Prize），以及其他五项奖项。

## 研究方向及主要成果
纳耶夫目前研究主要在国际政治方面，包括地缘战略学和可持续国家及全球安全，科学、航天和战略技术在地缘政治和人类命运发展中的角色，全球战略性级联风险，全球法制、人类尊严和跨文化的协同作用，善治哲学、人性哲学以及历史和集体文明成就的哲学，观念史，神经化学、细胞基础、人性偏好以及他们对全球话语、道德和政治合作的影响。
他编著出版了二十余部书籍，涉猎哲学、国际安全和地缘战略学等诸多领域，包括《可持续历史和人类尊严：历史哲学与文明胜利》（柏林：LIT出版社，2009）、《西方兴起背景下阿拉伯伊斯兰世界的角色及其对当代跨文化关系的启示》（纽约：帕格雷夫麦克米兰出版社，2012年）、《太空的元地缘政治学：对空间权利，安全和管理的分析》（圣安东尼系列，纽约：帕格雷夫麦克米兰出版社， 2012年)。